# Bruno Sarpa Costa
Bruno Sarpa Costa (Río de Janeiro, 29 de octubre de 1984) es un exfutbolista brasileño que se desempeñaba como delantero.

## Trayectoria

### Clubes
| Club           | País   | Año         |
| -------------- | ------ | ----------- |
| São Paulo      | Brasil | 2003 - 2005 |
| Vegalta Sendai | Japón  | 2003        |